# Houppelande

Makarna Arnolfinis trolovning (1434). Kvinnan bär en grön houppelande, som även kunde bäras av en man, men som då hade haft bältet vid midjan istället.

Houppelande eller houpelande var en vid, veckat överplagg, med långa vida ärmar, som bars av både män och kvinnor från cirka 1360 och under hela 1400-talet ut. Det kom att bli förlagan till de vida rockar som senare blev formell ämbetsdräkt inom akademiska och juridiska yrken, så som domarens ämbetsdräkt. 
Plagget utvecklades från dess föregångare herigaut, som bars under 1200- och det tidiga 1300-talet, och främst var ett mansplagg. En houppelande hade långa hängande vida ärmar som ibland kunde skäras i olika mönster, oftast flikar formade som "tungor". Ärmarna kunde fodras med päls eller siden, och vikas upp över underärmen. Den kunde också bäras i olika längd: så kort som till höften, och så lång att den skrynklade ihop sig på golvet. Houppelande bars allmänt som formellt överplagg till både vardag och högtid.    
Till skillnad från dess föregångare, herigaut, var houppelande ett könsneutralt plagg, som bars av både män och kvinnor. Både män och kvinnor bar plagget i fotsid modell; män bar särskild långa houppelande som högtidsdräkt. Däremot bars korta houppelande enbart av män. En klar könsskillnad var bältet: en houppelande kunde bäras utan bälte, men när ett sådant bars, bar männen bältet om midjan, medan kvinnor bar det över revbenen strax under brösten.  

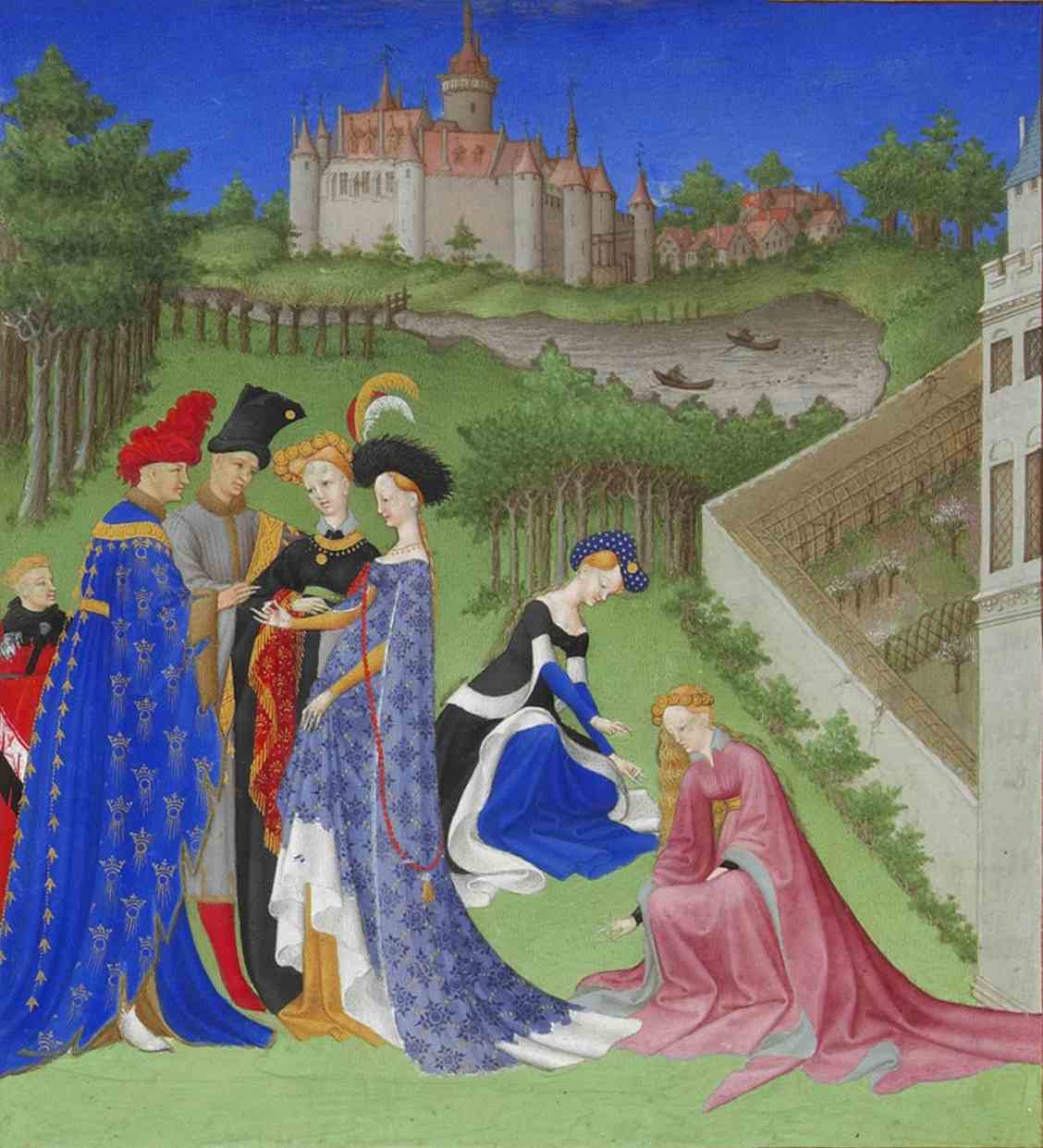
Långa houppelande, som bärs av både kvinnor och män.
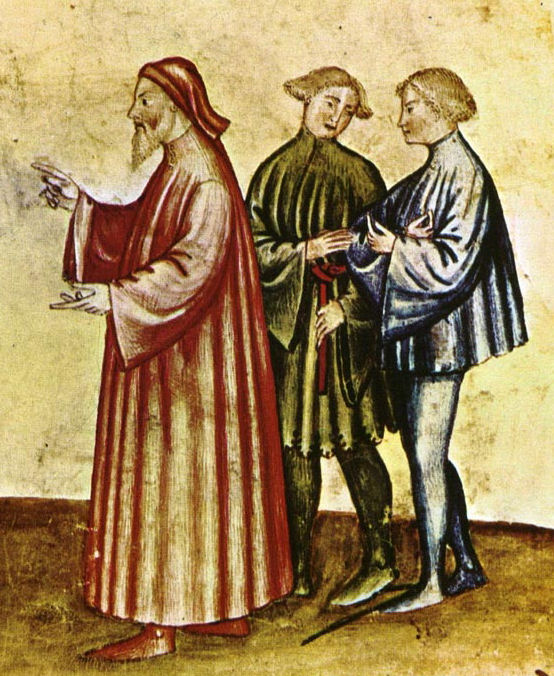
Houppelande i lång, halvlång och kort modell, buren av män.
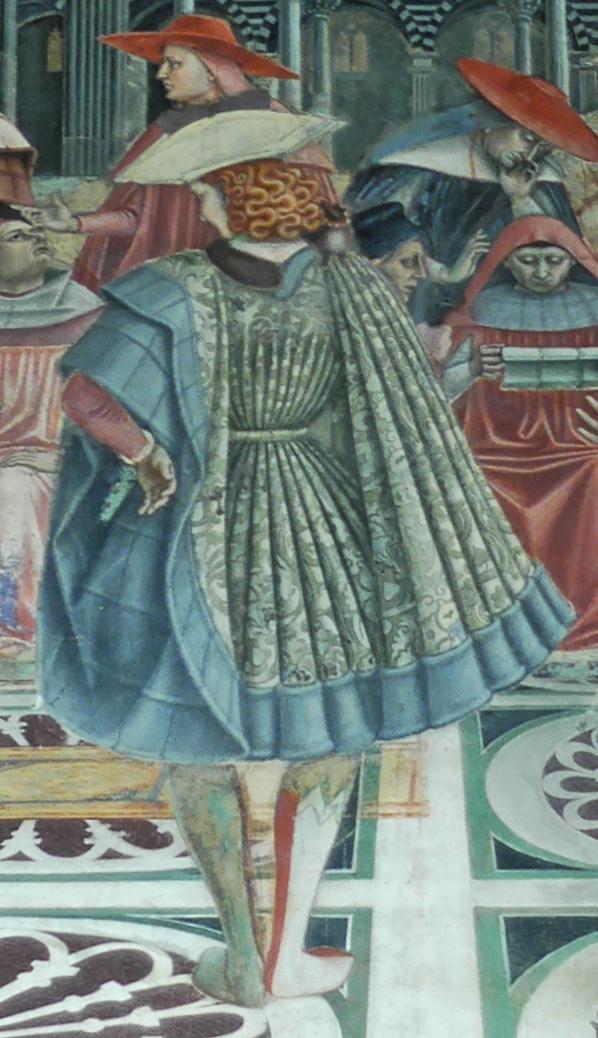
Houppelande buren på det mest utpräglat maskulina sättet: kort, med ett bälte om midjan.